# Перевёрнутый торт
Перевёрнутый торт (англ. upside-down cake), перевёрнутый пирог, «пирог наизнанку» — торт или сладкий пирог, который выпекается в форме, а затем переворачивается вверх дном так, что нижний слой, состоящий обычно из фруктов, оказывается сверху.
В ходе приготовления фруктовая начинка (обычно нарезанные фрукты) первой выкладывается на дно формы для запекания. Сверху выкладывается жидкое тесто. После приготовления торт переворачивается вверх дном и выкладывается на блюдо.
Наиболее известные перевёрнутые торты — американский ананасовый перевёрнутый торт, французский Тарт Татен и бразильский или португальский bolo de ananás (также известный как bolo de abacaxi).